# Jonathan Duhamel
Jonathan Duhamel (Boucherville (Quebec), 24 augustus 1987) is een Canadees professioneel pokerspeler. Hij won op de World Series of Poker 2010 als eerste Canadees ooit het Main Event (het $10.000 World Championship No Limit Hold'em-toernooi). Hij won daarmee $8.944.310,- en als eerste Canadees ooit de officieuze titel wereldkampioen poker. Duhamel verdiende in 2015 zijn tweede WSOP-titel door het $111.111 High Roller for one drop-toernooi op zijn naam te schrijven, goed voor $3.989.985,-. Een paar maanden later volgde een zege in het $25.600 No Limit Hold'em - High Roller-toernooi van de World Series of Poker Europe 2015 ($628.915,-).
Duhamel won tot en met mei 2021 meer dan $18.000.000,- in pokertoernooien, cashgames niet meegerekend.

## World Series of Poker bracelets
| Jaar                              | Toernooi                                    | Prijs        |
| --------------------------------- | ------------------------------------------- | ------------ |
| World Series of Poker 2010        | $10.000 No Limit Hold'em World Championship | $8.944.310   |
| World Series of Poker 2015        | $111.111 High Roller for one drop           | $3.989.985,- |
| World Series of Poker Europe 2015 | $25.600 No Limit Hold'em - High Roller      | $628.915,-   |